# Indywidualne Mistrzostwa Europy Juniorów na Żużlu 2008
Indywidualne Mistrzostwa Europy Juniorów na Żużlu 2008 – cykl zawodów żużlowych, mających wyłonić najlepszych zawodników indywidualnych mistrzostw Europy juniorów do 19 lat w sezonie 2008. W finale zwyciężył Polak Artur Mroczka.

## Finał
- Stralsund, 30 sierpnia 2008

| Msc. | Zawodnik         | Kraj    | Pkt   |             |  |
| ---- | ---------------- | ------- | ----- | ----------- |  |
| 1    | Artur Mroczka    | Polska  | 13    | (2,2,3,3,3) |  |
| 2    | Maciej Janowski  | Polska  | 12 +3 | (3,w,3,3,3) |  |
| 3    | Artiom Wodiakow  | Rosja   | 12 +2 | (2,3,3,3,1) |  |
| 4    | Patrick Hougård  | Dania   | 11    | (3,1,2,3,2) |  |
| 5    | Artiom Łaguta    | Rosja   | 10    | (3,3,2,2,d) |  |
| 6    | Kevin Wölbert    | Niemcy  | 9     | (3,3,1,0,2) |  |
| 7    | Dennis Andersson | Szwecja | 9     | (2,2,2,2,1) |  |
| 8    | Linus Eklöf      | Szwecja | 8     | (2,2,1,2,1) |  |
| 9    | Kim Nilsson      | Szwecja | 7     | (0,0,3,1,3) |  |
| 10   | Simon Nielsen    | Dania   | 7     | (1,1,1,1,3) |  |
| 11   | Dawid Lampart    | Polska  | 7     | (0,2,1,2,2) |  |
| 12   | Michael Hádek    | Czechy  | 5     | (1,1,2,1,0) |  |
| 13   | Marcel Kajzer    | Polska  | 4     | (1,0,0,1,2) |  |
| 14   | Borys Miturski   | Polska  | 3     | (0,3,0,–,–) |  |
| 15   | Denis Nosow      | Rosja   | 2     | (0,1,0,0,1) |  |
| 16   | Peter Kildemand  | Dania   | 1     | (1,d,0,0,0) |  |

## Bieg po biegu
1. Wölbert, Mroczka, Kildemand, Miturski
2. Janowski, Wodiakow, Kajzer, Nilsson
3. Łaguta, Andersson, Hádek, Nosow
4. Hougård, Eklöf, Nielsen, Lampart
5. Wölbert, Lampart, Hádek, Kajzer
6. Łaguta, Mroczka, Nielsen, Janowski (w)
7. Wodiakow, Eklöf, Nosow, Kildemand (d)
8. Miturski, Andersson, Hougård, Nilsson
9. Janowski, Hougård, Wölbert, Nosow
10. Mroczka, Andersson, Eklöf, Kajzer
11. Nilsson, Hádek, Nielsen, Kildemand
12. Wodiakow, Łaguta, Lampart, Miturski
13. Wodiakow, Andersson, Nielsen, Wölbert
14. Mroczka, Lampart, Nilsson, Nosow
15. Hougård, Łaguta, Kajzer, Kildemand
16. Janowski, Eklöf, Hádek
17. Nilsson, Wölbert, Eklöf, Łaguta (d)
18. Mroczka, Hougård, Wodiakow, Hádek
19. Janowski, Lampart, Andersson, Kildemand
20. Nielsen, Kajzer, Nosow
21. Bieg o miejsca 2-3: Janowski, Wodiakow